# باربي إمبريال
باربي كونسينا إمبيريال (من مواليد 1 أغسطس 1998) ممثلة وممثلة فلبينية. يمكن أن تكون باربي معروفة بأدوارها الشريرة والرائدة. هي تعيش في داراجا، ألباي.
عرفت بظهورها في مسلسل تلفزيوني آراو غابي (2018)، كل يوم أحبك (2015) وإيجادك (2019).

## الحياة الشخصية
لقد نشأت في عائلة مكسورة وهي لا ترى والدها إلا كثيرًا. تعيش عائلة باربي حاليًا في منزل بجوار السكك الحديدية الفلبينية الوطنية في ألباي.

## مهنيا
في عام 2015، انضمت باربي إلى برنامج الواقع في «بينوي الأخ الأكبر : 737» النسخة الفلبينية من برنامج الأخ الأكبر

## روابط خارجية
- باربي إمبريال
- باربي إمبريال في قاعدة بيانات الأفلام على الإنترنت